# Buten
Buten eller butylen betecknar kolväten med summaformeln C4H8, som innehåller en dubbelbindning och är alltså är alkener.

## Isomerer
Buten finns i fyra isomerer; 1-buten, cis-2-buten, trans-2-buten och isobutylen (2-metylpropen). Den vanligast förekommande isomeren är trans-2-buten, eftersom den är minst reaktiv av de fyra.
|         |             |               |            |
|         |             |               |            |
| 1-buten | cis-2-buten | trans-2-buten | isobutylen |

## Egenskaper
Buten är en färglös gas, men den kan göras flytande genom att kylas ner eller komprimeras. I gasform har den en kännetecknande lukt och är mycket brandfarlig. På grund av dubbelbindningen kan buten reagera med sig själv eller andra alkener och bilda polymerer.